# 北会津町鷺林
北会津町鷺林（きたあいづまち さぎばやし）は、福島県会津若松市の大字である。郵便番号は965-0126。

## 地理
会津若松市北西部の北会津地区（旧北会津郡北会津村域）に属する。北西で北会津町本田、北東で北会津町下荒井、東で北会津町今和泉、南で北会津町寺堀、南西で北会津町宮袋、西で北会津町宮袋新田、北西角で北会津町十二所とそれぞれ隣接する。概ね町村制施行以前の北会津郡鷺林村の流れを汲む地域である。北会津地区西部に位置し、南端を東西に福島県道152号橋本会津高田線が横断する。域内全域にわたり水田が広がり、南部に集落が位置する。北会津地区の他大字と同様に集落がある区画のほとんどは「字」以降を付けず大字に直接番地が続く住所表記がなされる。 

### 主な字
字
- 一本木
- 経塚
- 清水在家
- 千苅
- 舘岸

- 蓼川向
- 百苅
- 村北
- 村西
- 村東

## 歴史
- 1879年1月27日 - 鷺林村が福島県内における郡区町村制の施行により北会津郡の村となる。
- 1889年4月1日 - 町村制の施行により鷺林村が周辺4村と合併し舘ノ内村が発足する。旧鷺林村域は舘ノ内村大字鷺林となる。
- 1953年4月1日 - 舘ノ内村が荒井村と合併して荒舘村が発足し、荒舘村の大字となる。
- 1956年5月1日 - 荒舘村が川南村と合併して北会津村が発足し、北会津村の大字となる。
- 2004年11月1日 - 北会津村が会津若松市に編入され会津若松市の大字となる。

## 世帯数と人口
2024年1月1日現在の世帯数と人口は以下の通りである。
| 大字         | 世帯数 | 人口  |
| ------------ | ------ | ----- |
| 北会津町鷺林 | 35世帯 | 102人 |

## 小・中学校の学区
市立小・中学校に通う場合、学区は以下の通りとなる。
| 番地 | 小学校                 | 中学校                   |
| ---- | ---------------------- | ------------------------ |
| 全域 | 会津若松市立荒舘小学校 | 会津若松市立北会津中学校 |

## 交通

### 道路
- 福島県道152号橋本会津高田線
- 幹線一級市道32号
- 幹線二級市道25号
- 幹線二級市道27号

## 施設
- 八王子神社
- 鷺林農村公園